# Margot at the Wedding
Margot at the Wedding és una pel·lícula escrita i dirigida per Noah Baumbach el 2007.

## Argument
La Margot i el seu fill adolescent Claude prenen un tren des de Nova York a Long Island, on la germana de la Margot, la Pauline, està a punt de casar-se amb en Malcolm, un artista bohemi. Tot i ser una escriptora d'èxit casada amb un bon jan, la Margot es mostra com una dona reprimida, amargada, insegura i que sembla sempre enfadada amb tots els que l'envolten. La Pauline, que al començament se sent feliç per la inesperada decisió de la seva germana de venir al casament, aviat s'adona que la seva germana està plena de frustracions. En el transcurs d'uns pocs dies els conflictes passats i presents esclaten, amenaçant no només amb posposar el casament, sinó amb arruïnar-lo per complet, sobretot quan, gràcies a la Margot, es descobreix que en Malcolm ha tingut una aventura amb una menor d'edat, filla de l'amant de la Margot.

## Repartiment
- Nicole Kidman
- Jennifer Jason Leigh
- Jack Black
- John Turturro
- Ciarán Hinds
- Zane Pais
- Flora Cross
- Halley Feiffer